# Josh Kerr
Josh Kerr (født 8. oktober 1997) er en skotsk atlet , der konkurrerer i mellemdistanceløb, hovedsageligt på 1500 meter. Han blev verdensmester på 1.500 meter ved verdensmesterskaberne i atletik i 2023 i Budapest.
I 2019 blev han nummer 6 på 1500 meter ved verdensmesterskaberne i atletik 2019 i Doha, Qatar.
Han repræsenterede Storbritannien ved sommer-OL 2020 i Tokyo på 1500 meter og vandt bronzemedaljen.